# Himmelpfortgasse (Roman)
Himmelpfortgasse, der einzige Roman des Schweizer Schriftstellers und Graphologen Max Pulver, erschien 1927 in München. Er schildert die Amour fou zwischen einem erfolgreichen Kriminalisten, Ehemann und Familienvater und einer jungen Künstlerin, deren wache Sinnlichkeit mit den Ansprüchen ihres gutbürgerlichen Elternhauses rivalisiert. Die mit wiederholtem Kokainkonsum beflügelten erotischen Ekstasen sowie die existenziellen Krisen und seelischen Zusammenbrüche werden in einer expressiven Sprache beschrieben, die dem Text eine auch „für den heutigen Leser noch spürbare Frische und Unmittelbarkeit“ verleiht. Diese Sprache, zusammen mit einer Reihe wichtiger psychologischer und kulturphilosophischer Erkenntnisse, die der schonungslose Blick in die Abgründe der menschlichen Seele zeitigt, machen aus dem lange unterschätzten Werk einen der bemerkenswertesten Romane des zwanzigsten Jahrhunderts.

## Handlung
Der Protagonist, aus dessen Perspektive die Handlung geschildert wird, heisst Alexander Moenboom, ist Sohn holländischer Eltern, in seinen Dreissigern stehend, lebt mit seiner Frau Ruth und einem Kind in München und kann als freier Journalist und Kriminalist die ersten beruflichen Erfolge vorweisen.
In einem Restaurant trifft er eines Tages Mariquita, eine junge Wiener Malerin, die dort zusammen mit ihrer Cousine Lisbeth, einer Bekannten Moenbooms, speist. Sofort ist er elektrisiert; besonders fasziniert ihn Mariquitas Gesicht, in dem ihm der knallrote, schräg stehende Mund auffällt, der ihn an eine Wunde denken lässt. Die erotische Spannung steigt, als die drei in Mariquitas Pension gehen: die beiden Besucher betrachten Mariquitas Bilder, während sie sich hinter einem Wandschirm umzieht. Moenbooms Aufmerksamkeit ist hin- und hergerissen zwischen einem Blatt, das ihn besonders anspricht, und den Vorgängen hinter dem Wandschirm, die er sich ausmalt.
Doch am nächsten Tag muss Mariquita nach Wien zurückreisen und Moenbooms Leben findet in seine alltäglichen Bahnen zurück. Immerhin bleibt man in brieflichem Kontakt, und Mariquita schickt das Blatt mit der Zeichnung, die auf Moenboom den stärksten Eindruck gemacht hat.
Mehr als ein halbes Jahr ist vergangen seit der ersten Begegnung. Mariquita wird von ihren Eltern gedrängt, einen Mann zu heiraten, den sie nicht liebt. Um dieser Situation zu entfliehen, nimmt sie eine vor längerer Zeit ausgesprochene Einladung Moenbooms und seiner Frau an und kündigt ganz kurzfristig ihren Besuch an. Die Wiederbegegnung erneuert die erotischen Spannungen, die sich in einer ausgedehnten, mit Kokain befeuerten Liebesnacht auf dem Wohnzimmersofa entladen, während Moenbooms Frau im ehelichen Schlafzimmer ausharrt. Die Aussprache mit ihr am nächsten Tag veranlasst Mariquita, umgehend wieder abzureisen.
Moenboom muss geschäftlich nach Berlin fahren. Seine Freizeit dort verbringt er im Kreis von Bekannten, an deren Zusammenkünften regelmässig Kokain konsumiert wird. Da erreicht ihn ein Anruf aus Rotterdam: seine Mutter, zu der er ein angespanntes, nie geklärtes Verhältnis hat, liegt im Sterben. Mit Ruth fährt er nach Holland, in der Hoffnung, die Mutter noch lebend anzutreffen, um sich mit ihr aussprechen zu können. Doch sie lebt bei Moenbooms Ankunft schon nicht mehr. Zusammen mit Ruth organisiert er Beerdigung, Haushaltauflösung und Erbteilung. Auf einen drängenden Brief Mariquitas hin fährt er von Rotterdam direkt nach Wien.
Mariquitas Atelier im Dachgeschoss an der Himmelpfortgasse wird zum Schauplatz leidenschaftlicher Begegnungen. Die Liebenden können sich jeweils nur an den Nachmittagen treffen, weil die Eltern Mariquitas ihre Tochter unter Kontrolle haben möchten. Moenboom wohnt im Hotel. Gegen das Ende seines Wiener Aufenthalts eröffnet ihm Mariquita, dass sie gerne ein Kind von ihm hätte. Moenboom entgegnet nichts. Er muss nach München zurück, verspricht aber, in 10 Tagen wieder zu kommen.
Nach einer kurzen, heftigen und qualvollen Auseinandersetzung mit Ruth, die kaum mehr als einen Stillstand gebracht hat, fährt er wieder nach Wien. Er wohnt diesmal bei einer Freundin, Gaby, die er schon länger kennt.
Mariquita versucht, die Beziehung sozial zu verklammern. Moenboom lässt sich nur widerwillig auf Besuche bei ihren Eltern und bei ihrer Freundin Toni ein. Das bürgerliche Milieu im Elternhaus Mariquitas und ihr wiederholter Wunsch nach einem Kind lösen bei ihm Abwehrreflexe aus.
Mariquita widersetzt sich seiner Idee, die Pfingsttage zu zweit in Venedig zu verbringen. Stattdessen will sie ein paar Tage alleine verreisen, um zur Ruhe zu kommen. Sie schreibt, sie sei in die Berge gefahren, aber Moenboom vermutet sie bei ihrer Freundin Toni und ist wie vor den Kopf geschlagen. Er legt sich den Plan zurecht, ihr in Zukunft den Glauben zu vermitteln, sie bestimme über ihre Beziehung.
Nach den Feiertagen wird Moenboom geschäftlich für mehrere Tage zu einem Auftrag gerufen. In dieser Zeit kommt er innerlich etwas zur Ruhe.
Nach seiner Rückkehr eröffnet ihm Mariquita, sie habe inzwischen geheiratet. Moenboom erleidet einen völligen Zusammenbruch und hegt Selbstmordabsichten. Seine Freundin Gaby kümmert sich um ihn, kann das Schlimmste verhindern und verständigt sogar Ruth, die sich einer äusserlichen Versöhnung nicht verschliesst.
Sie leben vordergründig wieder zusammen. Doch die nächsten Abenteuer Moenbooms deuten sich schon an.

## Form
Himmelpfortgasse ist eine Ich-Erzählung, geschrieben aus der Perspektive Alexander Moenbooms. Damit wird dem Leser nicht nur Zugang zur Gefühls- und Empfindungswelt des Protagonisten gegeben, dieser erhält auch Gelegenheit, seine Reflexionen einfliessen zu lassen. Es gehört zur Logik der Ich-Erzählungen, dass der Protagonist seine Abenteuer, so gefährlich sie auch sein mögen, überleben muss, sonst könnte er den Bericht nicht verfassen, den der Leser in Händen hält. In diesem Fall wird diese Logik unterlaufen, indem das Buch die Widmung trägt: „Dem Andenken meines verstorbenen Freundes Alexander Moenboom“. Der Autor Max Pulver begibt sich damit fiktiv in die Position des Herausgebers und lässt seinen Helden nach vorerst überstandenem Abenteuer doch noch sterben. Warum und unter welchen Umständen er stirbt, bleibt offen.

## Stil
Der Drastik der Handlung entspricht eine expressionistische Sprache, die den Charakter des Werks weitgehend prägt. Wichtigstes Element der expressionistischen Ausdrucksweise ist das häufige Weglassen der Verben („Telegrammstil“), das dem Text einen atemlosen Duktus und gleichzeitig lyrische Weite verleiht. Ein Beispiel:

„Ich tappe mich hinab. Nach Hause. Strichmädchen aus Mauerwinkeln rufen mir nach in den Schneesturm. Vorüber. Treppen, drohende Hallen. Rotes Blinken. Ein Zug.“

Überhaupt prägt Verkürzung diesen Stil; Vorsilben können weggelassen werden: „Qualm von Schloten schmutzt den Himmel …“ Das Adverb wird ins Verb integriert: „Die Eisentür dumpft hinter uns ins Schloss.“
Charles Linsmayer weist aber darauf hin, dass der Roman nicht durchgängig in diesem expressiven Ton gehalten ist. Vielmehr passt sich der Stil laufend der Seelenlage des Protagonisten an und kennt auch nüchtern-sachliche und ironische Töne.

## Kritik
Max Pulver scheint die meisten Kritiker und Rezensenten mit seinem Roman in Verlegenheit gebracht zu haben, so dass sie sein Werk mit Schweigen übergingen. Immerhin brachte die Neue Zürcher Zeitung nicht nur einen Auszug als Vorabdruck, sondern auch eine ausführliche Rezension, in der Eduard Korrodi ein durchzogenes Fazit zieht:

„Was kommt menschlich bei diesem Roman heraus? Daß die Geliebte einen anderen heuert, der ihr ein Kind schenkt; daß er sich vom Gift entzaubert hat, indem er es beschrieben. Es wäre mehr zu erwarten gewesen. Auch eine stärkere psychologische Ausbeute, nachdem sich der Held seiner Verfeinerung berühmt. […] in Wirklichkeit ist der Leser der Erzählung hörig, sie reißt ihn mit, weil sie hervorragend in der Einzelszene ist, weil ein wirklicher Könner und ein schneidiger Intellekt hinter ihr steht, der den Höllenpfuhl durchschaut.“

Mögen viele, gerade in der ländlich geprägten Schweiz, Pulvers Grenzüberschreitungen als Peinlichkeit empfunden haben, so gibt man sich umgekehrt in der Metropole Berlin ostentativ gelangweilt:

„Diese Menschen aus der Sphäre der internationalen Kaffeehäuser, deren Begierden am Rande der Vorstadt, auf den Rummelplätzen, bei den Apachen ihre Objekte suchen – sind sie uns nicht gründlich über? Dies alles rührt uns im Innersten nicht mehr an. Dennoch liest man gespannt, gefangen von einem Klugen, geistig Überlegenen, bewundert oft Erfindungsgabe im sprachlichen Ausdruck.“

Das vorliegende Kritikmuster, also Lob der sprachlichen Virtuosität bei gleichzeitiger Abwertung der Handlung und des Gehalts, hält sich jahrzehntelang. So spricht Werner Günther noch 1968 von „künstlerisch durchwirkten Unerquicklichkeiten“. Erst Jan Haltmar in seiner Dissertation von 1979 und Charles Linsmayer im Nachwort zur Neuausgabe von 1980 fanden zu einer ausgewogeneren und differenzierteren Beurteilung.

## Interpretation
„Wer sich selbst erkennt, erkennt den Verbrecher in sich. Und wenn er weiter gräbt – das Tier.“

Nicht zufällig ist der Hauptschauplatz des Romans das Wien Freuds, der Geburtsort der Psychoanalyse. Pulver führt in diesem Werk seelische Tiefenbohrungen aus, und wie Freud stösst er auf die dunkle Seite der menschlichen Existenz. Und wie in der Psychoanalyse spielen Schlaf und Traum eine Schlüsselrolle: „Schlaf ein und Du sackst mit einem Ruck in die Vorzeit. Der Traum ist voller Tiger und Schlangen, voller Greuel und Mord.“ Um Selbstbegegnung geht es wesentlich in diesem Roman; und „Selbstbegegnung“ war schon der Titel von Pulvers erster Buchveröffentlichung, einem Gedichtband von 1916. Der Roman treibt das Thema weiter, mit andern sprachlichen Mitteln und in gesteigerter Radikalität. Moenboom fühlt sich seinen Trieben ausgeliefert, doch er ist sich bewusst, dass nicht alle Menschen von der gleichen Triebstruktur geprägt sind: „Leidenschaft ist ruchlos wie das Leben selbst. Blinde Wucht, schmaler Gipfel der Ekstase, abstürzend in das breite Wellental der Qual. Wie beneide ich die Triebarmen, die kein Reiz verwirrt“. Unter den gegebenen Umständen ist es für Moenboom unmöglich, seiner Verantwortung gerecht zu werden. Er steht zwischen zwei Frauen und kann sich nicht entscheiden, wird an beiden schuldig: „Jetzt bricht das verschmähte Gewissen wie ein Blitz aus mir: ich gewahre, was ich angerichtet. Wo ist Hilfe? Darf ich Mariquita verraten, um Ruth zu trösten? Die eine töten, um die andere zu retten.“ Das Thema des Gewissens scheint das heimliche Kernthema des Romans zu sein, der das Motto „Die Welt ist Gewissen“ trägt. Dieses Thema verschattet nicht nur das Erotische, sondern auch das Familiäre und das Pekuniäre.
Ist in der Psychoanalyse die Traumdeutung der Königsweg zum Unbewussten, so ist in der Himmelpfortgasse das Kokain der Türöffner zur Selbstbegegnung:

„Kokain entbindet den Geist aus seiner Verschränkung, unerbittlich nackt tritt der Abgelöste sich selbst gegenüber; das heisst, das tritt ein, wovor fast alle Menschen fliehen, das was die Gesellschaft schuf, die öffentliche Meinung, der Staat, das Zusammenleben in jeder Form: Angst vor der Selbstbegegnung des Einzelnen, des Einsamen.“

Kokain, so wird in der Himmelpfortgasse klar, steht nicht im Dienste der Betäubung, sondern vermittelt „einen ‚visionären Hellblick‘ und eine ‚unerhörte Sensibilität der sinnlichen Beobachtung‘.“ Moenboom schildert ausführlich seine Erfahrungen mit Kokain, die er sehr systematisch analysierte; und er erwähnt auch die sozial isolierende Wirkung und negative Einflüsse auf die physische Gesundheit, die schliesslich dazu führten, dass er den Konsum wieder aufgab, noch bevor er Mariquita begegnete. Erst im Zusammensein mit ihr – und oft gemeinsam mit ihr – nimmt er die Droge wieder. Dies gibt der Annäherung neben der sexuellen eine weitere Dimension, denn zur körperlichen Entblössung im Liebesakt kommt die seelische durch die Wirkung des Kokains:

„Keine Folter kann so viel abpressen als ein paar Prisen dieser Droge. […] Wie Röntgenstrahlen durch Haut und Muskel sticht dein Blick bis ins innerste Mark deines Wesens, wühlend nach dem geheimsten Punkt deiner Schwäche, umwendend alle Triebe, zerfressend jede Ballung von Gestalt, reisst im Triumph das Verletzlichste ins Licht.“

Nicht nur Selbstbegegnung, also, sondern auch Begegnung mit dem Du, eine potenzierte erotische Erfahrung wird hier dargestellt. Aber gerade das Extreme dieser Erfahrung macht klar, dass sie nur im Moment existieren kann, dass sie nicht auf Dauer gestellt werden kann. Für Moenboom gibt es nur die egomane Liebesraserei oder die Resignation, bei der sich die Handlung am Ende zu beruhigen scheint.
Auch Mariquita, nach Moenboom die wichtigste Figur im Roman, erlebt eine Selbstbegegnung. In ihrem Fall spielt sie sich beim Anblick des eigenen nackten Körpers in einem dreiteiligen Spiegel ab, vor den sie sich, von einem Voyeur verführt, hinstellt. Diese Selbstbegegnung, von Angst und Schrecken begleitet, ist in mehrfacher Hinsicht eine Schlüsselszene für den Roman. Einmal, weil dadurch die Sinnlichkeit Mariquitas geweckt wird, ein Vorgang, ohne den sie sich kaum auf ein Liebesverhältnis wie jenes mit Moenboom eingelassen hätte. Zum andern, weil der hellsichtige Moenboom schon bei ihrer ersten Begegnung eine solche Szene ahnt und sich vorstellt, was einen grossen Teil der Faszination ausmacht, die Mariquita auf ihn ausübt. Im späteren Verlauf gewinnt dann für Mariquita allerdings die bürgerliche Moral die Oberhand. Sie heiratet einen Mann, für den sie kaum Leidenschaft empfindet. Das ist ihre Form der Resignation.
So schonungslos die Analyse des seelischen Untergrundes bei Moenboom, so radikal jene seiner wirtschaftlichen Basis. Er erklärt, was ihn an seinem Beruf als Kriminalist interessiert: nicht die „Abweichungen krimineller oder pathologischer Art“, sondern „Jene seelische Schicht, wo wir alle Verbrecher sind“. Dass er sich, um Geld zu verdienen, trotzdem mit den Kriminellen im juristischen Sinne befassen muss, gehört zu den Grundwidersprüchen seiner Existenz:

„Vorliebe führt mich zu den Ausnahmen, die ich wider besseres Wissen im Dienste der Gesellschaft bekämpfe. Ich übe also Verrat an meiner wesentlichen Einsicht – das heisst, ich habe einen Beruf. Dieses Opfer fordert die Gesellschaft; das Stigma sozialer Brauchbarkeit ist es, Verräter an seiner Grundeinsicht sein zu können.“

Und jene, die dank ererbtem Besitz auf einen Beruf, also auf „soziale Brauchbarkeit“, verzichten können, stehen auch nicht wirklich besser da:

„Reinheit des Gewissens ist der Luxus einer durch Renten gesicherten Klasse, deren moralische Perversion sich im glücklichen Vergessen dessen anzeigt, was ihre Vorfahren zur Erlangung dieser Renten angerichtet – und ausgerichtet.“

Die soziale Bedingtheit der menschlichen Existenz steht damit am Anfang von Moenbooms Zerrissenheit, einer Zerrissenheit, die fast alle Lebensbereiche durchzieht: die Herkunftsfamilie (die ungeklärte Beziehung zur Mutter); die eigene Familie (sein Hang zu Promiskuität); die nationale Identität (als gebürtiger Holländer in Deutschland lebend, durch seine Arbeit zwischen München, Berlin und Wien nomadisierend); die problematische Berufsidentität („Ich nenne mich Schriftsteller, bin aber eigentlich Journalist, speziell Reporter für Kriminalfälle […] Ich bin also praktischer Kriminalist; wie ich dazu kam, weiss ich kaum.“). Max Pulvers Tiefenbohrungen, Moenbooms Selbstbegegnung zeitigen Elemente einer condition humaine, die in ihrer Akzentuierung spezifisch sein mag für ihre Zeit („Das rastlose, aufgepeitschte Dasein Alexander Moenbooms, seine innere Zerrissenheit und Entwurzelung […] ist ein trostloses Spiegelbild der wirren, hektischen Nachkriegszeit in Europa.“), die aber in der Epoche der „transzendentalen Obdachlosigkeit“ von genereller Relevanz ist.
Max Pulver hat in der Figur Moenbooms viele autobiographische Züge verarbeitet. So hat Pulver selber lange Zeit in München gelebt, war dort ein Ausländer, allerdings nicht aus Holland, sondern aus der Schweiz stammend, war Schriftsteller und Psychologe, und wie Moenboom, muss er über eine geradezu hellsichtige Fähigkeit verfügt haben, andere Menschen in ihrem Wesen zu erkennen. In den Erinnerungen an eine europäische Zeit schildert er ein bedeutsames Erlebnis bei seinem ersten Besuch in Wien im Jahr 1913. Er wohnte damals im Hotel Klomser (wie Moenboom bei seinem ersten Besuch). In der Nacht erwachte Pulver und hatte den Eindruck von Beklemmung und Not, die sich in dem Zimmer entwickelte. Am nächsten Morgen erfuhr er vom Kellner, dass es sich dabei um den enttarnten Spion Oberst Redl handeln musste, der sich in diesem Zimmer, vom Österreichischen Generalstab dazu gedrängt, das Leben genommen hatte. Diese Reminiszenz ist ein Beispiel für die ausserordentliche Sensibilität Pulvers, die er mit seinem Protagonisten teilt. Es kann im Übrigen kein Zufall sein, dass Moenboom im selben Hotel wohnt, in dem sich Redl umbrachte, in einem Werk, in dem der Selbstmord eine so grosse Bedeutung hat, sondern zeigt vielmehr, wie raffiniert unterschwellige Anspielungen in den Roman eingebaut sind. Schon Korrodi hat die enge, wenn auch problematische Beziehung Pulvers zu Moenboom erkannt, wenn er von dem „Erzähler im Roman“ als „toter Freund“ und „abgestorbenes Ich des Dichters“ spricht.
Ob es für die Mariquita-Episode in Pulvers Leben ein direktes Vorbild gibt, scheint nicht mehr eruierbar, würde aber plausibel machen, warum sich Pulver schon kurz nach der Veröffentlichung von seinem Werk distanziert hat: „Pulver hatte die Krise, die sich darin [in der Himmelpfortgasse] ungeschminkt offenbart, überwunden und wollte, um so mehr, als er sich inzwischen als Mann der Wissenschaft bürgerlich etabliert hatte, nicht mehr an ein Buch erinnert werden, worin er geheimste Motivationen und Veranlagungen schonungslos preisgegeben hatte“. Der autobiographische Kern würde immerhin erklären, woher die „für den heutigen Leser noch spürbare Frische und Unmittelbarkeit“ stammen.
Linsmayer sieht in dem Roman „die geglückte epische Integrierung bedeutsamer psychologischer und kulturphilosophischer Einsichten (Selbstfindung des Menschen, Liebe und Erotik, Drogenabhängigkeit, Selbstmord und Gesellschaft) in seinen Kontext“ und nennt „als spezifisch literarische Pluspunkte, die unaufdringliche, aber überraschend reiche Sprache, ihre bewundernswerte Anpassungsfähigkeit an leiseste inhaltliche Nuancen und an die Stimmung des Ich-Erzählers“. Und er kommt zum Schluss: „Max Pulvers Roman ‹Himmelpfortgasse›, den der Autor selbst in schöner Übereinstimmung mit praktisch der gesamten zeitgenössischen Kritik als sein schlechtestes Werk betrachtet hat, ist in Tat und Wahrheit, wie sich vielleicht erst heute, nach über fünfzig Jahren, abschätzen lässt, nicht nur seine bedeutendste literarische Leistung, sondern einer der wichtigsten Romane des zwanzigsten Jahrhunderts überhaupt.“

## Ausgaben
- Himmelpfortgasse. Kurt Wolff Verlag, München 1927, 327 Seiten.
- Himmelpfortgasse. Orell Füssli Verlag, Zürich 1927, 327 Seiten (vom Kurt Wolff Verlag übernommene Restauflage mit überklebter Verlagsangabe, herausgegeben in der Reihe „Im Strom der Zeit“ und als „Der Roman des Lasters unserer Zeit“ angepriesen).
- Himmelpfortgasse. Herausgegeben und mit einem Nachwort versehen von Charles Linsmayer. Verlag die Arche, Zürich 1980, 216 Seiten, ISBN 3-7160-1684-5.
- Himmelpfortgasse. Herausgegeben und mit einem Nachwort versehen von Charles Linsmayer. Ex Libris Verlag, Zürich 1981 (in der Reihe „Frühling der Gegenwart. Der Schweizer Roman 1890–1950“).
- Himmelpfortgasse. Herausgegeben und mit einem Nachwort versehen von Charles Linsmayer, Suhrkamp Verlag, Frankfurt am Main, 1990 (Reihe Suhrkamp Weisses Programm Schweiz), ISBN 3-518-40276-5.